# 代雷堡
40°54′N 7°56′W / 40.900°N 7.933°W
代雷堡（葡萄牙語：Castro Daire），是葡萄牙的城鎮，位於該國中北部，由維塞烏區負責管轄，始建於1185年，面積379.04平方公里，2011年人口15,339，該城鎮人口密度每平方公里40.47人。